# فريتس لاباند
فريتس لاباند (بالألمانية: Fritz Laband)‏ (مواليد 1 نوفمبر 1925 في هيندنبورغ، ألمانيا – الوفاة 3 يناير 1982 في هامبورغ، ألمانيا الغربية) كان لاعب كرة قدم ألماني دولي سابق كان يلعب كمدافع. اعتزل اللعب عام 1957. سبق له أن لعب في كأس العالم لكرة القدم مع منتخب بلاده. بدأ مسيرته الرياضية عام 1945.

## روابط خارجية
- فريتس لاباند على موقع الاتحاد الدولي (مؤرشف)  (الإنجليزية)
- فريتس لاباند على موقع قاعدة بيانات كرة القدم.إي يو (الإنجليزية)
- فريتس لاباند على موقع بيانات كرة القدم. دي إي (الألمانية)
- فريتس لاباند على موقع ناشيونال فوتبول تيمز (الإنجليزية)
- فريتس لاباند على موقع عالم كرة القدم.نت (الإنجليزية)